# 趙少昂
趙少昂，MBE（1905年3月6日—1998年1月28日），原名垣，字叔儀，原籍廣東番禺，中國畫家。與黎雄才、關山月、楊善深並稱為第二代嶺南畫派四大名家。
趙氏師承嶺南畫派大師高奇峰，亦受嶺南名家高劍父感染，致力將國畫藝術現代化，對於將中國畫藝帶到國際有深遠影響。
趙氏擅長繪畫花鳥蟲魚、人物走獸、山水風景，尤以花鳥畫揚名國際。

## 生平
趙少昂早年入私墊唸書，15歲入嶺南畫派高奇峰創辦的私立美術學館學畫。1927年在佛山市立美術學校任教員。1929年參加在上海舉辦的第一次全國美展。1930年，他的作品參加比利時萬國博覽會，獲頒金牌獎。同年在廣州創立嶺南藝苑。1932年，在廣州舉行一次個人展。作品參加在莫斯科、巴黎、柏林舉辦的中國藝術展覽。1934年，旅遊中國多個省份，包括浙江、江蘇、安徽、山東、河北和山西，探訪雲岡、長城等名勝古蹟，並於南京、天津、北京舉行個展。 
1937年任廣州市立美術學校中國畫系主任，後來移居香港，同年參加在南京舉辦的第二次全國美展。
1939年起先後在香港和新西蘭、葡萄牙及廣州居住。1941年，由香港遷往澳門，然後赴廣州灣。由於戰亂關係，趙氏返回中國內地，路經桂林，在那裏欣賞到美麗的山水景色，然後北上經柳州、貴陽，到達重慶，受聘於國立中央大學和國立藝專學校。在四川期間，趙氏曾遍遊峨嵋山、長江三峽等名山大川，增益不少，開拓了新的繪畫領域。自1941年至1944年，他在廣州灣、柳州、桂林、曲江、貴陽、重慶、成都等多處到過的城市，舉辦個人畫展。
1944年作品參加了在重慶舉辦的第三次全國美展。1946年在澳門、香港兩地舉行畫展。
1948年任廣州大學美術科教授。同年移居香港並恢復嶺南藝苑，從事藝術教育和繪畫創作。1948年，廣州大學聘為美術科教授。後來他離開廣州，定居香港，在香港復設嶺南藝苑。1951年，應日本“朝日新聞社”邀請，到東京舉行個展。1952年，往南洋旅行，在新加坡、吉隆坡、怡保、檳城等地舉行畫展。1953年，訪問歐洲，作品曾展出於瑞士。1954年，個展於倫敦、曼徹斯特、巴黎、羅馬等地。
1960年起曾在美國哈佛大學及加州大學講學，作品在美國三藩市、洛杉磯、華盛頓、波士頓、芝加哥、夏威夷及加拿大、西德、澳洲等三十多處地方展出。1977年被臺北中華學士院聘為博士。1973年起每年有作品參加亞洲現代美術展。1978年參加香港前輩藝術家展覽。1979年在香港舉辦了個人畫展。1982年北京舉辦個人畫展。
代表作品有《木棉紅占嶺南春》、《清水池塘處處蛙》、《柳色綠如茵》、《草澤雄風》、《一池楊柳垂新綠》、《桐花孔翠》、《群鳥話春寒》、《迷朦月色滿橫塘》、《枝頭小鳥驚初雪》、《秋林暮靄》、《悠然自得》、《煙雨歸舟》、《荔熟》、《群魚追落花》、《灕江雨過》、《蒼松吐豔》、《歸鴉認故枝》、《秋色》、《竹林幽思》、《小鳥話春寒》、《漁村小雨》、《曉來微雨焦花紫》等。
人民美術出版社出版有《趙少昂畫輯》。
赵少昂门下入室弟子有：歐豪年，黃磊生，林伯墀，盧清遠，伍月柳，胡宇基等⋯

## 藝術特色
趙少昂擅畫花鳥走獸，同時也以山水畫見長。他在1965年和1967年分別參加倫敦泰雍美術館舉辦的“全世界繪鳥名家畫展”和“全世界走獸名家畫展”，受到一致好評。他的繪畫藝術，師承高奇峰，兼取諸家之長，深得嶺南畫精髓。在繼承傳統畫的基礎上，吸收了日本和西洋畫技法之精華，著力表現生活。作品題材以嶺南人物與風俗人情為多。色澤豐富明麗，格調新穎，意境獨特，情趣動人。

## 紀念
2017年6月，廣東美術百年大展學術委員會公佈了特別評選出的廣東百年美術史上的21位廣東美術大家，其中包括李鐵夫、何香凝、高剑父、高奇峰、陳樹人、林風眠、黎雄才、趙少昂、關山月、羅工柳等。

## 外部連結
- 趙少昂先生簡介